# Yvon Tranvouez
Yvon Tranvouez est un historien français né à Brest le 9 décembre 1950. Spécialiste d'histoire religieuse, il est professeur émérite d'histoire contemporaine à la faculté des lettres et sciences humaines de l'université de Bretagne occidentale (UBO) à Brest, chercheur du Centre de recherche bretonne et celtique (CRBC, équipe d'Accueil N° 4451) et membre de l’Association française d’histoire religieuse contemporaine (AFHRC).

## Biographie
Yvon Tranvouez fait ses études secondaires jusqu'en première à Brest au collège Charles de Foucauld de 1960 à 1966, sa terminale et ses études supérieures à Paris au lycée Henri-IV de 1966 à 1970. Dans le cadre d'une inscription cumulative classe préparatoire/université, il obtient la licence d’histoire à Paris-I en 1970 et la maîtrise d’histoire contemporaine l'année suivante. Reçu au CAPES d’histoire-géographie en 1972 et diplômé de l’École des hautes études en sciences sociales en 1975, il est successivement professeur d’histoire-géographie en collège à Marquise (Pas-de-Calais) de 1974 à 1976, Crozon (Finistère) de 1976 à 1979, Landerneau (Finistère) de 1979 à 1980 et au collège de l’Iroise à Brest de 1980 à 1987. Dans le même temps, il s'engage dans diverses structures de recherche et prépare une thèse de doctorat.
Docteur de troisième cycle en histoire contemporaine de l'université Paris IV en 1985 avec une thèse dirigée par Émile Poulat et intitulée Modernité et nouvelle chrétienté dans le catholicisme français, 1926-1956. Trois approches, il est nommé maître de conférences en histoire contemporaine à la faculté des lettres et sciences humaines de l’université de Bretagne occidentale (Brest) en 1987. Puis, à la suite d'une habilitation à diriger des recherches (HDR) présentée sous la direction de Michel Lagrée en 1994 à l'université de Rennes 2 sur un dossier intitulé L’ancre et la corde. Approches du catholicisme français face au monde moderne (XIXe – XXe siècle), il est nommé professeur des universités toujours à Brest en 1995. En retraite depuis 2013, il continue à publier en tant que professeur émérite et chercheur au Centre de recherche bretonne et celtique.

## Activités scientifiques
- chercheur associé au groupe de sociologie des religions du CNRS, équipe Systèmes religieux, de 1974 à 1982 ;
- membre de l’Association française d’histoire religieuse contemporaine depuis 1975 ;
- membre de la section religion de l’Institut culturel de Bretagne depuis 1983 ;
- enseignant chercheur au Centre de recherche bretonne et celtique (université de Bretagne Occidentale) depuis 1987[2] ;
- directeur de la collection d’histoire Églises/Sociétés aux Éditions ouvrières/Éditions de l’Atelier, Paris, de 1989 à 1998 ;
- directeur de la collection "Lire, relire" aux éditions du CRBC, Brest, de 2015 à 2025 ;
- président de l’association Abati Landevenneg, gestionnaire du musée de l’ancienne abbaye de Landévennec depuis 2006 ;

## Domaine de recherche
On lui doit particulièrement des travaux dans les domaines suivants :
- catholicisme français[4] XIXe – XXIe siècle ;
- histoire religieuse de la Bretagne contemporaine[5] ;
- chrétiens de gauche[6] ;
- évolution du champ religieux et patrimonialisation du sacré.

## Publications

### Ouvrages
- Catholiques d’abord. Approches du mouvement catholique en France (XIXe – XXe siècles), Paris, Éditions Ouvrières, coll. Églises/Sociétés, 1988, 264 p. (ISBN 2-7082-2559-6, BNF 34939468)[1] ;
- Un curé d'avant-hier. Le chanoine Chapalain à Lambézellec (1932-1956), Brest-Paris, Éditions de la Cité. Le fond des Editions de la Cité, aujourd'hui disparues, a été repris par les Editions Ouest-France, 1989, 228 p. (ISBN 2-85186-042-9, BNF 36634677) ;
- Catholiques et communistes. La crise du progressisme chrétien, 1950-1955, Paris, Éditions du Cerf, 2000, 363 p. (ISBN 2-204-06335-5, BNF 37112373)[7],[8] ;
- Catholiques en Bretagne au XXe siècle, Rennes, Presses universitaires de Rennes, 2006, 237 p. (ISBN 2-7535-0318-4, BNF 40960895) ;
- Catholicisme et société dans la France du XXe siècle : apostolat, progressisme et tradition, Paris, Éditions Karthala, 2011, 327 p. (ISBN 978-2-8111-0554-9, BNF 42561795) ;
- L’Ivresse et le vertige. Vatican II, le moment 68 et la crise catholique (1960-1980), Paris, Éditions Desclée de Brouwer, 2021, 356 p. (ISBN 9782220097466) ;
- La puissance et l'effacement : Destin du catholicisme breton (fin XIXe siècle - début XXIe siècle), Rennes, Presses Universitaires de Rennes, 2022 (ISBN 2753583226).
- Plus vite, plus haut, plus fort. Le père Didon (1840-1900), inspirateur des Jeux olympiques, Paris, Éditions du Cerf, 2024, 344 p. (ISBN 9782204155465).

Il est également auteur de très nombreux articles dont la liste est consultable sur le site du CRBC.

### Ouvrages en collaboration
- François Lebrun, Histoire des catholiques en France du XVe siècle à nos jours, Toulouse, Éditions Privat, 1980, 588 p. (ISBN 2-01-009597-9, BNF 34841680), (réédition éditions Hachette, collection « Pluriel », 1985) ;
- Yves Le Gallo, Le Finistère de la préhistoire à nos jours, Saint-Jean-d’Angély, Éditions Bordessoules, 1991, 590 p. (ISBN 2-903504-37-7, BNF 35520794) ;
- Alain Croix, Bretagne : images et histoire, Rennes, Éditions Apogée-Presses universitaires de Rennes, 1996, 223 p. (ISBN 2-909275-74-4, BNF 35844487) ;
- Marie-Thérèse Cloître, Histoire de Brest, Brest, Centre de recherche bretonne et celtique, 2000, 303 p. (ISBN 2-901737-44-7, BNF 37201813).

### Direction d’ouvrages
- Scoutisme en Bretagne, scoutisme breton ? (vers 1930-vers 1960), Brest, Centre de recherche bretonne et celtique, 1997, 200 p. (ISBN 9782901737278).
- Jean Sulivan, l'écriture insurgée, Rennes, Éditions Apogée, 2007, 271 p. (ISBN 978-2-84398-259-0, BNF 41055815).
- Requiem pour le catholicisme breton?, Brest, Centre de recherche bretonne et celtique, 2011, 295 p. (ISBN 978-2-901737-87-2, BNF 42391880)[10],[11].
- La Décomposition des chrétientés occidentales, 1950-2010, Brest, Centre de recherche bretonne et celtique, 2013, 392 p. (ISBN 9791092331028).
- Religion(s) en Bretagne aujourd’hui, Brest, Centre de recherche bretonne et celtique/Vannes, Institut culturel de Bretagne, 2014, 284 p. (ISBN 9791092331035).
- Les Catholiques bretons dans la Grande Guerre, Brest, Centre de recherche bretonne et celtique, 2017, 298 p. (ISBN 9791092331349).
- Bretagne et religion, vol. 4 : Visages du catholicisme, Vannes, Institut culturel de Bretagne, 2020, 284 p. (ISBN 9782868221308).
- Qu’est-ce qu’un laboratoire ? Le Centre de recherche bretonne et celtique (1969-2019), Brest, Éditions du CRBC, 2024, 260 p. (ISBN 9791092331660).

### Co-directions
- Gérard Cholvy, Sport, culture et religion, les patronages catholiques (1898-1998), Brest, Centre de recherche bretonne et celtique, 1999, 383 p. (ISBN 2-901737-39-0, BNF 37084091) ;
- Jean Balcou et Georges Provost[12], Les Bretons et la Séparation, 1795-2005, Rennes, Presses universitaires de Rennes, 2006, 442 p. (ISBN 2-7535-0286-2, BNF 40961546) ;
- Landévennec, les Vikings et la Bretagne, Brest, Centre de recherche bretonne et celtique, 2015, 270 p. (ISBN 9791092331110)avec Magali Coumert
- Dictionnaire des lycées catholiques de Bretagne. Histoire, culture, patrimoine, Rennes, Presses universitaires de Rennes, 2018, 654 p. (ISBN 9782753573215)avec Yann Celton, Samuel Gicquel et Frédéric Le Moigne
- Le Petit séminaire de Sainte-Anne-d’Auray. Histoire et héritage, Sainte-Anne-d’Auray, Académie de Musique et d’Arts Sacrés, 2018, 204 p. (ISBN 9782955267714)avec Bertrand Frelaut et Georges Provost

### Mélanges
- Fabrice Bouthillon, Frédéric Le Moigne et Nathalie Viet-Depaule (dir.), Le bon Dieu sans confession. Mélanges offerts à Yvon Tranvouez, Nancy, Éditions de l’Arbre bleu, 2017, 386 p. (ISBN 9791090129191)